# Salvador Seguí

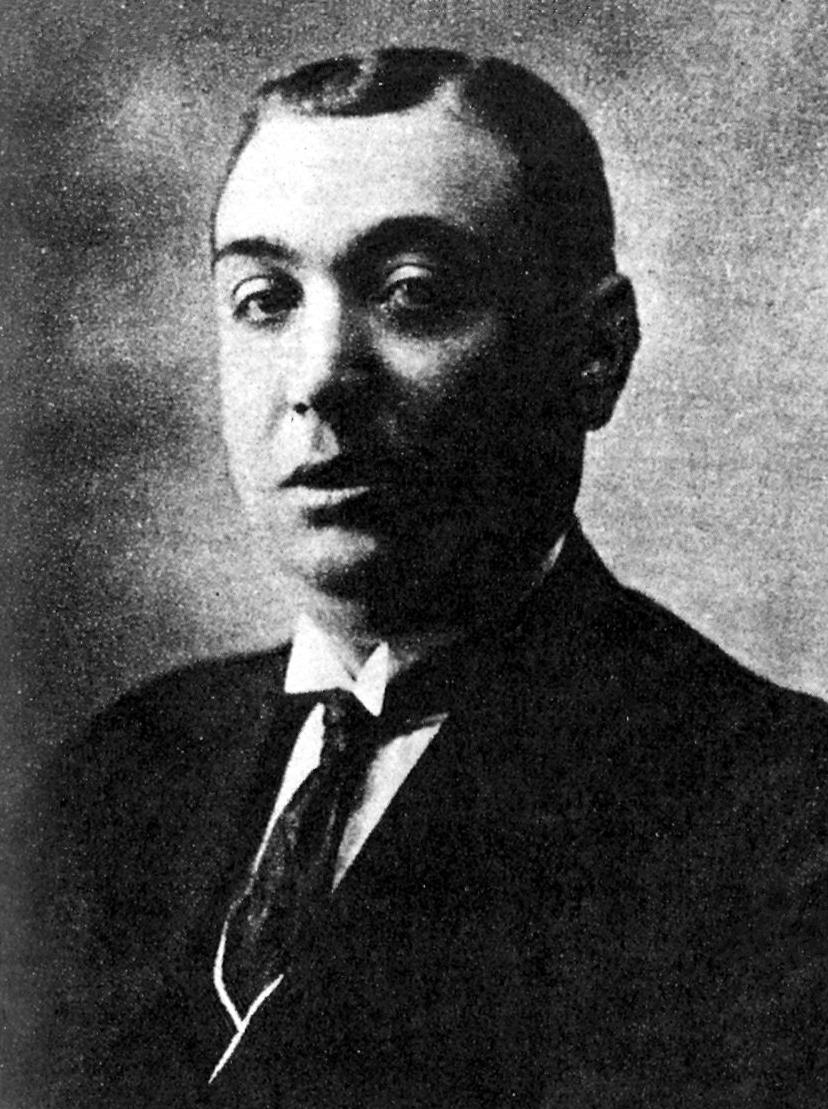
Salvador Seguí

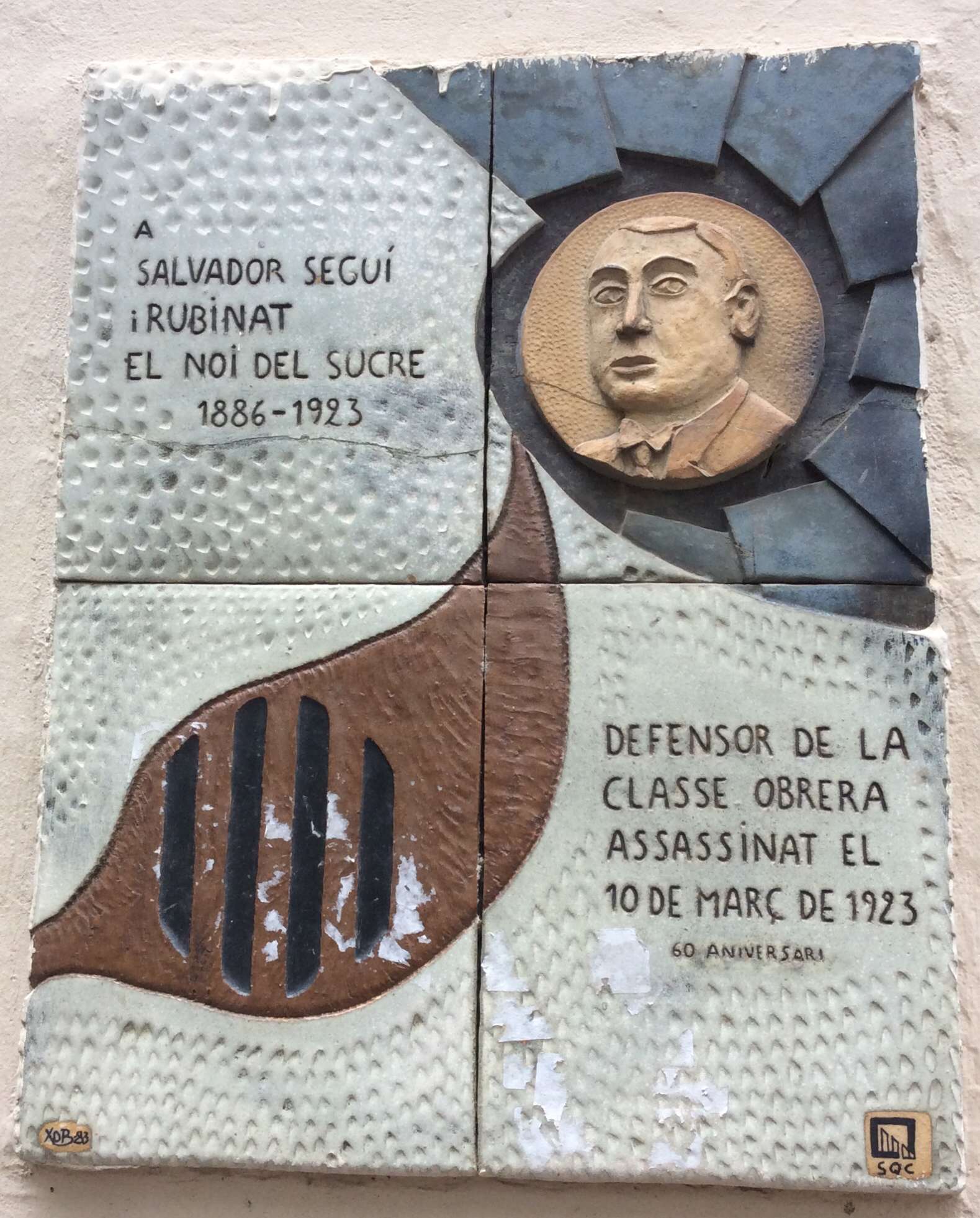
Targa commemorativa sul luogo dell'assassinio

Salvador Seguí i Rubinat, noto anche con lo pseudonimo di el Noi del Sucre (il ragazzo dello zucchero) (Lleida, 23 settembre 1887 – Barcellona, 10 marzo 1923), è stato un sindacalista e anarchico spagnolo, figura di rilievo dell'anarco-sindacalismo spagnolo.

## Biografia
Nato in una famiglia operaia, trasferitasi per lavoro a Barcellona nel 1888 o 1889, cominciò a lavorare fin dall'età di 10 anni, prima come panettiere (come il padre) e poi come imbianchino. In questo periodo entrò in contatto con le idee anarchiche, e già all'età di 14 o 15 anni incominciò a prendere la parola durante i comizi sindacali. Studiò da autodidatta utilizzando tra l'altro la Biblioteca Pubblica Arús e l'Ateneo enciclopedico popolare, partecipando attivamente ai dibattiti culturali che si tenevano al Café Español e al Centro studi sociali. Acquisì così una formazione eclettica aliena da dogmatismi e sviluppò notevoli doti oratorie. Cominciò ben presto ad essere conosciuto con lo pseudonimo di Noi del sucre (ragazzo dello zucchero in catalano), pseudonimo con cui usava firmare gli articoli..
Ben presto divenne uno degli attivisti sindacali libertari di maggior rilievo a Barcellona
Nel marzo 1907 i sostenitori del radicale Alejandro Lerroux cercarono di screditarlo tra i lavoratori accusandolo falsamente di complicità con il provocatore Joan Rull un confidente della polizia che, in cambio di denaro, fingeva di sventare attentati da lui stesso predisposti. Seguí si presentò ad un comizio del Partito Radicale protestando la propria innocenza. Ne nacque un tafferuglio e un colpo d'arma da fuoco diretto a lui uccise un sostenitore di Lerroux. Venne accusato dell'omicidio benché non fosse armato e rimase in carcere per nove mesi. L'accaduto alimentò l'odio contro di lui dei radicali, ma avvicinò all'anarchismo moltissimi operai catalani rafforzando l'organizzazione anarco-sindacalista Solidaridad Obrera che si estese a tutta la Spagna, assumendo nel 1910 il nome di Confederación Nacional del Trabajo (CNT).
Partecipò attivamente alle agitazioni della Settimana Tragica del luglio 1909 e dovette poi nascondersi per sfuggire all'arresto. Seguí si evidenziò ben presto come esponente di primo piano di una nuova generazione di militanti anarco-sindacalisti tesa a creare una organizzazione sindacale forte e capace di contrattare con le associazioni padronali. Una posizione lontana sia dalla violenza individualista che dall'utopismo intransigente. Non è nota la sua attività nel periodo in cui la CNT fu dichiarata illegale dal governo (1910-1914), ma nel 1915 già ricopriva l'importante carica di presidente della federazione dei lavoratori edili di Barcellona. Con questo ruolo condusse una vittoriosa lotta sindacale percorrendo tutta la Catalogna per organizzare i lavoratori. In contemporanea ricopriva il ruolo di segretario dell'Ateneo sindacalista, struttura per la formazione dei dirigenti anarco-sindacalisti.
Seguí sostenne la necessità di giungere ad un patto di unità di azione con il sindacato socialista Unión General de Trabajadores (UGT), accordo che venne effettivamente firmato nel luglio 1916. Tuttavia gli scioperi generali unitari del 18 dicembre 1916 e dell'agosto 1917 (nonostante la grande partecipazione) non ottennero risultati concreti. Questo successo convinse i militanti a rafforzare la CNT e nel 1918 il congresso della Confederazione decise di organizzarsi in sindacati unici per ogni ramo d'industria..
Ebbe un ruolo di primo piano nello Sciopero della Canadiense (1919), ma l'intransigenza di alcuni settori operai e la proclamazione dello stato d'assedio da parte del governo vanificarono il successo ottenuto. L'insuccesso del movimento spartachista in Germania e l'involuzione della Rivoluzione bolscevica lo convinsero che i tempi non erano ancora maturi per un movimento insurrezionale in Spagna. Si trasferì quindi a Madrid insieme a Ángel Pestaña per rafforzare l'organizzazione confederale. Negli anni seguenti si acuirono i contrasti all'interno della CNT tra sindacalisti (come lo stesso Seguí) e anarchici intransigenti, mentre nel paese si dispiegava una violentissima repressione contro i sindacati, portata avanti in parallelo dalla polizia e da pistoleros assoldati dai datori di lavoro. A questa violenza faceva da contrappunto una sequela di attentati da parte anarchica.
Nel 1922 la CNT decise, con l'accordo di Seguí, di abbandonare l'Internazionale sindacale rossa comunista (a cui aveva inizialmente aderito) per entrare a far parte della nuova Internazionale anarco-sindacalista creata a Berlino.
Il 10 marzo 1923 Salvador Seguí venne assassinato a Barcellona, insieme a Pedro Romas, da alcuni pistoleros.